# Aylva State (Witmarsum)

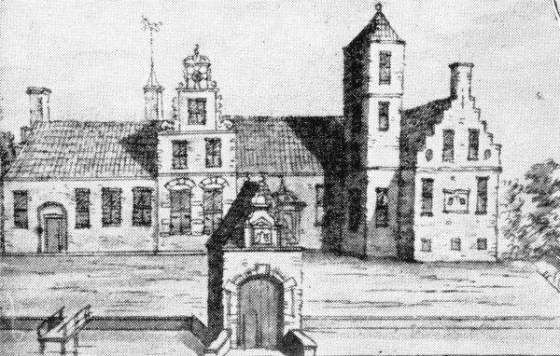
Aylva State te Witmarsum, getekend door J. Stellingwerf

De Aylva State te Witmarsum is een voormalige stins.
De familie Van Aylva had meerdere stinsen of states in Friesland. De bekendste was die in Witmarsum, welke naam later aan het nog steeds bestaande verzorgingstehuis is gegeven. Zeker 10 bewoners van deze state zijn grietman van Wonseradeel geweest.
Epo van Aylva woonde omstreeks 1416 als eerste te Witmarsum. In 1747 werd de oude stins afgebroken en werd een modern landhuis gebouwd.
In 1804 wordt Aylva State openbaar verkocht en eindigt de innige band van de Aylva's met Witmarsum.
Burgemeester Tjepke Mulier woonde er tijdens zijn ambtsperiode als grietman (1850-1851) en burgemeester (1851-1867).
In 1860 werd de villa nog door hem verbouwd. Aan het eind van de 19e eeuw is de familie Ypey eigenaar.
In 1960 werd de villa door de toenmalige eigenaar, de weduwe Ypey-Terpstra, verkocht aan de R.K. Zusterscongregatie Zusters van Liefde uit Schijndel. Deze liet er een bejaardentehuis bouwen.

## Overige Aylva States
Oorspronkelijk stond er ook nog een Aylva State te Witmarsum, namelijk in de buurtschap Filens, evenals in het nabije dorp Schraard.